# Ruunasaari (ö i Norra Savolax, Varkaus, lat 62,59, long 28,44)
Ruunasaari är en ö i Finland. Den ligger i sjön Suvasvesi och i kommunen Leppävirta i den ekonomiska regionen  Varkaus ekonomiska region  och landskapet Norra Savolax, i den sydöstra delen av landet, 300 km nordost om huvudstaden Helsingfors. Öns area är 5,7 hektar och dess största längd är 0,5 kilometer i sydöst-nordvästlig riktning.